# Branderode
Branderode ist ein Ortsteil der Gemeinde Hohenstein im Landkreis Nordhausen in Thüringen.

## Geografie
Branderode befindet sich mit seiner Flur im Flößgebirge an der Uffe, im Vorharz Sachsengraben genannt. Die Flur ist bergig und verkarstet und besitzt daher meist grundwasserferne Standorte. Der Wald ist meist mit Buchen und Eichen bestanden.
Das Dorf liegt nordöstlich von Klettenberg an der Landesstraße 2067.

## Geschichte

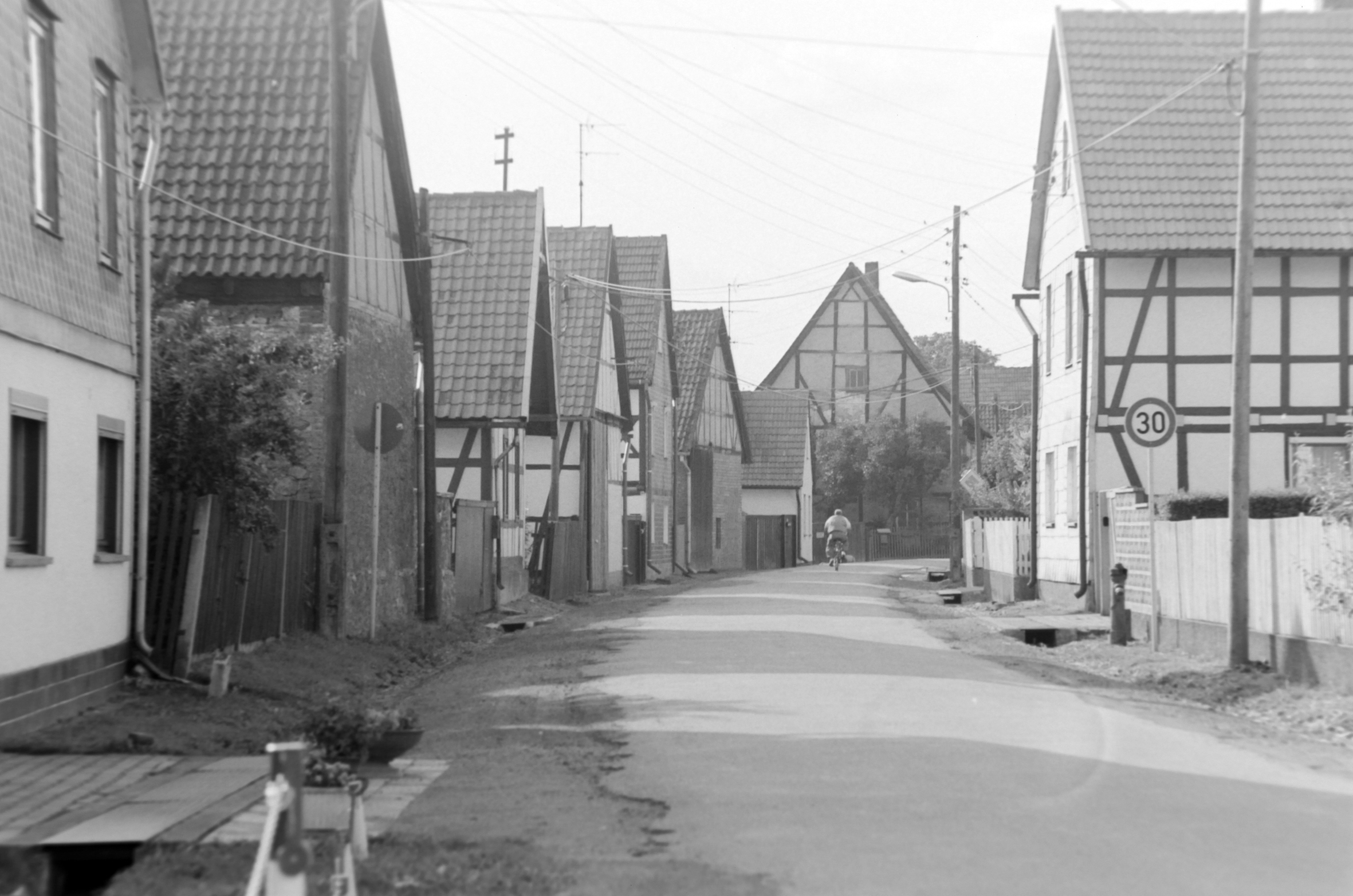
Branderode, 1992

Bereits am 18. Mai 876 wurde das Dorf erstmals urkundlich erwähnt.
Um diese Zeit gehörte der Ort zu den Besitzungen der Grafen von Klettenberg. Um 1253 schenkte noch ein Klettenberger Graf dem Kloster Walkenried einen Hof und Garten in Branderode. Das Kloster bekam dann auch die verlassene Kirche geschenkt. Danach waren die Grafen von Hohnstein Besitzer bis 1593 der letzte Graf starb. Auch später wechselten die Besitzverhältnisse laufend. Branderode hatte ein Rittergut. 1840–1870 war die Blütezeit der Heimweberei und Leineweber. Der im Jahr 1889 eröffnete Gipsbruch produziert noch heute, gehört jedoch geografisch mittlerweile zum Ort Walkenried. Außerdem war und ist der Ort noch landwirtschaftlich geprägt. In den 1950er Jahren erfolgte die Zwangskollektivierung der bäuerlichen Betriebe.
Die einstmals eigenständige Gemeinde Branderode gehörte von 1991 bis 1996 der Verwaltungsgemeinschaft Grenzland an. Mit der Auflösung dieser am 17. Oktober 1996 wurden die Mitgliedsgemeinden zur Gemeinde Hohenstein zusammengeschlossen.